# Jumeaux de Mologne
Les Jumeaux de Mologne sont un sommet double situé dans les Alpes pennines et culminant à 2 473 ou 2 476 m d'altitude.

## Géographie
Les Jumeaux se situent le long de la ligne de partage des eaux entre la vallée du Lys, dans la Vallée d'Aoste, et la vallée du Cervo, dans la province de Biella.
Ils appartiennent aux communes de Gaby et d'Andorno Micca.
Ils sont séparés de la pointe des Trois-Évêques par le col de la Grande Mologne (2 356 m), et de la pointe Serange par le col de la Petite Mologne (2 208 m). Environ à 200 mètres au nord-est du sommet principal, le Jumeau méridional, s'élève un second sommet culminant à 2 438 m d'altitude.